# Frères Guissé
De Frères Guissé zijn drie broers afkomstig uit de streek Fouta Tooro in het noorden van Senegal (zie ook Kingdom of Fouta Tooro). Deze streek staat bekend om haar rijke cultuur op het gebied van de muziek. Het is sterk verbonden met het leven rond de Sénégal Rivier. De muziek verbindt er de opeenvolgende generaties, de familiale banden, economische relaties, kortom het hele gemeenschappelijke leven. De muziek uit deze streek wordt ook wel aangeduid als de Pekaan. De Frères Guissé bestaan uit Djiby Guissé op gitaar (solo), Cheikh Guissé op gitaar (begeleiding) en Aliou Guissé op percussie. De tekst van hun liedjes is vaak geëngageerd en bevatten onder andere aanklachten tegen kinderarbeid en onderdrukking van vrouwen. In 2005 ontmoetten zij Leoni Jansen in Senegal. Hieruit ontstond een gemeenschappelijk project dat uitmondde in het opnemen van een gezamenlijk album Nina en een tournee in Nederland dat startte op het Festival Mundial in 2007.

## Discografie
- Fouta, met Paul van Kemenade Quintet, 2003
- Siré, 2005
- Nina, met Leoni Jansen, 2007

- Bibliothèque nationale de France: cb145977393 (data)
- MusicBrainz: 2709008f-b0ef-4d03-a48d-d4a5614003c4
- Virtual International Authority File: 1025149296225580670000